# Contea di Union (Ohio)
La contea di Union (in inglese Union County) è una contea dello Stato dell'Ohio, negli Stati Uniti. La popolazione al censimento del 2000 era di 40 909 abitanti. Il capoluogo di contea è Marysville.